# Đại học Sunway
Đại học Sunway (tên Tiếng Anh: Sunway University), được thành lập bởi tập đoàn giáo dục Sunway. Đây là trường Đại học ở Malaysia, đào tạo nhiều chuyên ngành giảng dạy khác nhau và liên kết giáo dục với nhiều đối tác ở nước ngoài.
Đại học Sunway nằm trong thành phố tích hợp Sunway (Sunway Integrated Resort City) gồm: Cao đẳng Sunway (Sunway College), Công viên giải trí Sunway Lagoon, Sunway Resort Hotel & Spa, trung tâm thương mại Sunway Pyramid, Sunway Medical Centre, Sunway Lagoon View, Đại học Monash Malaysia, Ký túc xá Đại học Monash (Sunway Monash Residence), Ký túc xá Đại học Sunway (Sun-U Apartment và Sun-U Residence)... Các địa điểm trên đều nằm trong khuôn viên khép kín, nối với nhau bằng cầu đi bộ trên không (Canopy walk) và đường xe buýt bằng điện (Bus Rapid Transit - BRT).

## Lịch sử
Tiền thân của Đại học Sunway là Cao đẳng Sunway  được thành lập vào năm 1987 dưới thời Quốc vương Selangor Darul Ehsan. Ngày 12 tháng 8 năm 2004, Bộ giáo dục Đại học Malaysia đã đưa ra nghị quyết nâng ngạch Cao đẳng Sunway thành Đại học Sunway.
Ngày 31 tháng 1 năm 2011, người sáng lập Đại học Sunway, Chủ tịch  Y. BHG. Tan Sri Jeffrey Cheah đã nhận được giấy chứng nhận từ YB Dato 'Seri Mohd Khaled Nordin -  Bộ trưởng Bộ Giáo dục Đại học Malaysia để từ đó Sunway chính thức trở thành Đại học Sunway.

## Các giải thưởng đã đạt được[6]
- Giải thưởng xếp hạng xuất sắc bậc 5 của hệ thống xếp hạng đánh giá kỷ luật 2009
- Giải thưởng xuất khẩu của tổ chức phát triển ngoại thương Malaysia 2009 (Khu vực dịch vụ)
- Giải thưởng vàng thương hiệu Putra 2010 (Giáo dục & Học tập)
- Anugerah CSR Perdana Menteri 2010
- Giải thưởng phát triển nguồn nhân lực dành cho các nhà tuyển dụng lớn 2010 (Khu vực dịch vụ)
- Giải thưởng của độc giả dành cho thương hiệu đáng tin cậy nhất năm 2011 (Giải vàng)
- Giải thưởng xếp hạng xuất sắc bậc 5 của hệ thống xếp hạng đánh giá kỷ luật 2011
- Giải thưởng của độc giả dành cho thương hiệu đáng tin cậy nhất năm 2012 (Giải vàng)
- Giải thưởng của hệ thống xếp hạng đánh giá kỉ luật (Xuất sắc trong lĩnh vực Du lịch & Khách sạn) 2012
- Giải thưởng của độc giả dành cho thương hiệu đáng tin cậy nhất năm 2013 (Giải vàng)
- Giải thưởng của độc giả dành cho thương hiệu đáng tin cậy nhất năm 2014 (Giải vàng)
- Đánh giá 4 sao (overall) bởi QS Stars University Ratings, trong đó tiêu chí "Giảng dạy", "Việc làm sinh viên" và "cơ sở vật chất" được đánh giá 5 sao (2016)[7]

Năm 2010 Đại học Sunway được xếp hạng "Xuất sắc" trong bảng xếp hạng SETARA 09, nằm trong nhóm những trường Đại học công lập và tư thục dẫn đầu tại Malaysia xứng tầm với những trường quốc tế, trường công tốt nhất tại đất nước này. Đại học Sunway tiếp tục được xếp hạng "Xuất sắc" trong bảng xếp hạng SETARA 11 năm 2012. Năm 2013, Đại học Sunway vẫn giữ được thứ hạng của mình trong bảng xếp hạng SETARA.

## Chương trình giảng dạy
Ngoài chương trình Chuyển tiếp Mỹ (ADTP), các chương trình khác của Đại học Sunway đều có đào tạo bậc Cao đẳng và Cử nhân. Chương trình Cử nhân tại Đại học Sunway được công nhận bởi các trường Đại học đối tác như: Đại học Lancaster (Anh Quốc), Viện Le Cordon Bleu (Trường chuyên về Ẩm thực, Nhà hàng khách sạn), Đại học Victoria (Melbourne, Úc). Sinh viên sau khi tốt nghiệp sẽ được nhận song song 2 bằng của Đại học Sunway và Đại học Lancaster hoặc Đại học Sunway và Viện Le Cordon Bleu tuỳ thuộc vào chuyên ngành lựa chọn.

### Chương trình Dự bị Đại học
- Chương trình A-Level
- Dự bị Đại học Úc (AUSMAT)
- Chương trình Dự bị ĐH của Canada (CIMP). Sinh viên sẽ nhận bằng tốt nghiệp trung học của Bộ Giáo dục tỉnh bang Ontario, Canada
- Dự bị Đại học Monash (MUFY)
- Dự bị Đại học Sunway

### Chương trình chuyển tiếp Mỹ (ADTP)
- Chương trình chuyển tiếp Mỹ cho phép sinh chuyển tiếp sang học tập tại Đại học Western Michigan và nhiều  trường Đại học danh giá ở Mỹ và Canada, Úc, New Zealand, UK.
- Bao gồm các chuyên ngành: Kinh doanh, Kỹ thuật, Khoa học máy tính, Nghệ thuật, Truyền thông, Khoa học, Hàng không.

### Chương trình ngành Khoa học Sinh học
- Cử nhân Tâm lý học
- Cử nhân Sinh học và Tâm lý học
- Cử nhân Công nghệ sinh học – Y sinh

### Chương trình Kinh doanh
- Cao đẳng Quản trị Kinh doanh
- Cử nhân Quản trị Kinh doanh
- Cử nhân Nghiên cứu Kinh doanh
- Cử nhân Tài chính – Kế toán
- Cử nhân Nghiên cứu thống kê
- Thạc sĩ Tài chính – Ngân hàng – Tiền tệ
- Thạc sĩ Quản lý
- Thạc sĩ Quản trị Kinh doanh
- Tiến sĩ Triết học trong Kinh doanh

### Chương trình Thông tin – máy tính
- Cử nhân Khoa học – Máy tính
- Cử nhân Công nghệ thông tin
- Cử nhân Hệ thống thông tin
- Thạc sĩ Hệ thống thông tin
- Thạc sĩ Hệ thống điện thoại
- Thạc sĩ Khoa học Máy tính
- Tiến sĩ Máy tính

### Chương trình Sáng tạo nghệ thuật và Truyền thông
- Cao đẳng Trình diễn nghệ thuật
- Cao đẳng Nghệ thuật
- Cao đẳng Thiết kế Graphic và đa phương tiện
- Cao đẳng Thiết kế nội thất
- Cử nhân Truyền thông chuyên nghiệp
- Cử nhân Truyền thông (Thiết kế quảng cáo)

### Chương trình Quản lý Ẩm thực, Du lịch, Khách sạn
- Cao đẳng Quản lý Khách sạn
- Cao đẳng Tổ chức sự kiện
- Cao đẳng Nghệ thuật  Ẩm thực
- Cao đẳng Quản lý du lịch
- Cử nhân Quản lý Khách sạn quốc tế
- Cử nhân Quản lý Ẩm thực
- Cử nhân Quản lý sự kiện và hội nghị

### Chứng chỉ kế toán chuyên ngành
- Chứng chỉ CAT
- Chứng chỉ ACCA

## Cơ sở vật chất
New University Building - Khu nhà mới của Đại học Sunway có tổng diện tích hơn 80 nghìn mét vuông, được đầu tư gần 350 triệu RM, gồm 12 tầng với sức chứa lên đến 9,000 sinh viên gồm:
- 3 hội trường với sức chứa 450 sinh viên
- 20 phòng máy tính
- 10 phòng nghiên cứu khoa học
- 4 phòng hội thảo
- 120 phòng học
- 6 nhà bếp
- 2 phòng đào tạo chuyên ngành nhà hàng và tiệm café
- Khu đào tạo nhà hàng trang bị theo chuẩn của Le Cordon Bleu với vốn đầu tư là 2 triệu USD.